# Hjørring
Hjørring (duń. wymowaⓘ) – miasto w północnej Danii, na wyspie Nørrejyske Ø (Vendsyssel-Thy).
Hjørring jest jednym z najstarszych duńskich miast, został założony ok. roku 1000. Miasto było w wiekach od XIII do XV siedzibą jutlandzkiego parlamentu lokalnego i żyło głównie z rękodzieła i handlu. Po wojnie trzydziestoletniej zaczęło podupadać. Jego ponowny rozkwit nastąpił po 1850 r. Szczególnie intensywnie rozwijało się w latach 60. XX w. Obecnie Hjørring jest wysoko uprzemysłowionym miastem, specjalizującym się w produkcji żywności, meblarstwa i przeróbki drewna, metalurgii, tekstyliów oraz produkcji odzieży. Jest też atrakcją turystyczną dzięki trzem średniowiecznym kościołom zachowanym w dobrym stanie.

## Najważniejsze informacje
Hjørring jest centrum handlowym, edukacyjnym i turystycznym regionu. Miasto jest administracyjnym jądrem gminy Hjørring kommune – jednej z większych gmin w okręgu północnej Jutlandii. Hjørring jest pod względem liczby mieszkańców 26. miastem w Danii.

### Transport
- autobusy miejskie (6 linii) i międzymiastowe, kolejka lokalna (trasa Hjørring – Hirtshals; zob. Nordjyske Jernbaner), kolej krajowa (zob. DSB);
- 40 minut koleją z Hjørring:
  - międzynarodowe lotnisko w Aalborgu
  - terminal promowy w Frederikshavn (połączenia do Szwecji i Norwegii)
- 20 minut koleją z Hjørring: terminal promowy w Hirtshals (połączenia do Norwegii)
- autostrada: E39 (trasa europejska) → Hirtshalsmotorvejen

### Edukacja
Szereg szkół podstawowych i ponadpodstawowych (gimnazjów), także dla dorosłych (VUC); Północnoduńska Wyższa Szkoła Biznesu i Techniki (EUC Nord); nauczanie dorosłych (AMU); Szkoła Opieki Zdrowotnej i Pomocy Społecznej; Koledż Pielęgniarski; Seminarium Nauczycielskie; szereg kursów.

### Przemysł
Hjørring jest miastem wysoko uprzemysłowionym w sektorach handlowym, produkcyjnym i usługowym. Największe przedsiębiorstwa zajmują branże przetwarzania informacji, obróbki grafiki, produkcji żywności, meblarstwa i przeróbki drewna, metalurgii, tekstyliów oraz produkcji odzieży. Miasto
jest również siedzibą lokalnych oddziałów kilku międzynarodowych firm.
Z większymi przedsiębiorstwami współpracuje szereg mniejszych, jako podwykonawcy oraz dostawcy.

### Turystyka
- "trzy kościoły"

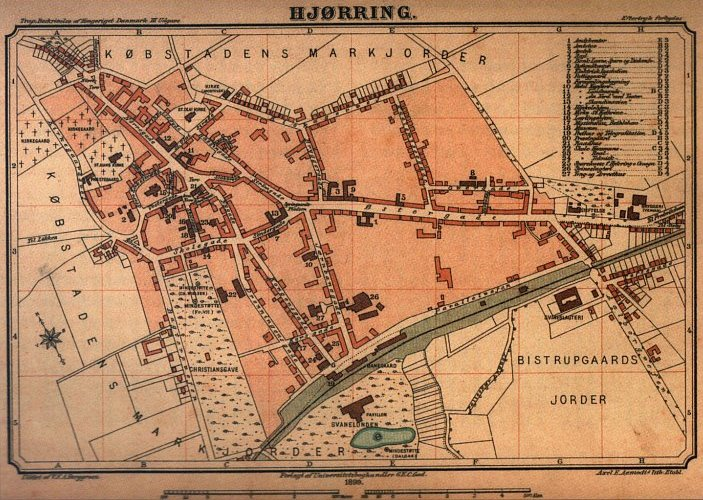
mapa Hjørring z 1899 roku

  - Sct. Catherine Kirke – kościół św. Katarzyny, patronki miasta, pierwotnie zbudowany ok. 1250 roku
  - Sct. Hans Kirke i Sct. Olai Kirke – kościoły św. Jana i Olafa, oba zbudowane ok. 1250 roku (odbudowane po serii pożarów)
- muzea: muzeum historyczne, muzeum sztuki, muzeum rękodzielnictwa; galerie
- 160 rzeźb w mieście (najwyższa w Danii liczba rzeźb na mieszkańca, jest to wynik rozpoczętej ok. 1970 roku akcji niech nasza codzienność będzie piękna)
- udostępniona dla zwiedzających mała huta szkła
- mini-skanseny
- kino, biblioteka, pływalnia, parki (w tym botaniczny), trzy teatry (jeden na świeżym powietrzu)
- zorganizowana infrastruktura dla wędkarzy, bardzo liczne pola golfowe
- liczne restauracje, sklepy i zakłady usługowe

### Dana Cup
Od 1982 co roku odbywają się w Hjørring największe na świecie międzynarodowe mistrzostwa w piłce nożnej dzieci i młodzieży (w wieku od 10 do 19 lat). W mistrzostwach biorą udział przedstawiciele 92 krajów; w czasie zawodów można w mieście usłyszeć wiele języków, i polski nie należy do rzadkości. Podczas Dana Cup odbywają się również zawody golfowe dla rodziców.

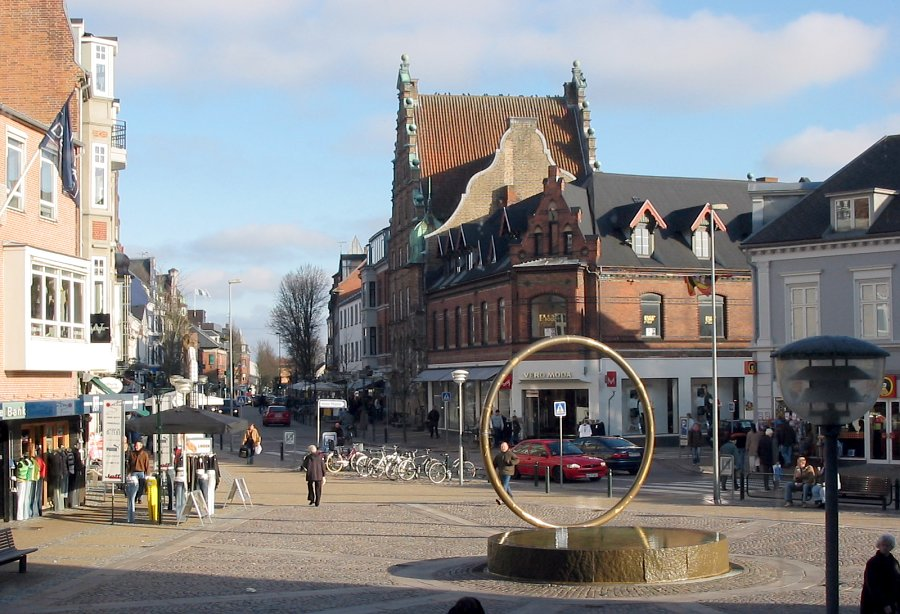
Hjørring – Springvandspladsen

## Historia

### do XVI wieku
Badania archeologiczne wykazały, że pierwsi myśliwi osiedlali się w rejonie dzisiejszego Hjørring już 10 000 lat temu. W epoce brązu (1500 – 500 rok p.n.e.) miejsce to zaczynało stawać się najważniejszym punktem regionu, głównie dzięki położeniu w centrum regionu Vendsyssel, w punkcie przecięcia jego trzech najważniejszych szlaków handlowych. Z czasem tendencje do osiedlania się tam nasilały się i w początku średniowiecza można już mówić o miejskim charakterze Hjørring.

Od tego momentu rozpoczyna się historia miasta. Jego nazwa pochodzi z języka staronordyckiego: Hjórr- (co oznaczało w tym języku "miecz") oraz -ing (końcówki typowej dla staroduńskich miast). Pierwszym istotnym wyznacznikiem statusu osady był fakt, że bito w nim monetę (już w 1150), zaś najważniejszą datą w historii miasta jest 31 marca 1243 – wówczas z rąk króla Eryka IV, zwanego Denarem od Pługa, Hjørring otrzymał prawa miejskie i przywileje handlowe (potwierdzone później przez Chrystiana I). Przywileje te bardzo przyczyniły się do rozwoju miasta, dając jego mieszkańcom szereg przewag w porównaniu z sąsiednimi ośrodkami handlowymi i kupcami przyjezdnymi. 

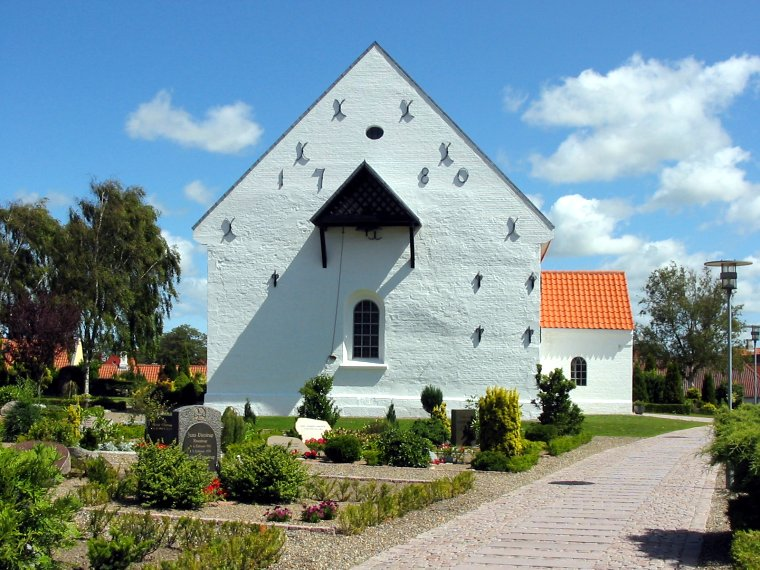
Kościół św. Jana

 Hjørring był również prawie od początków swojego istnienia ważnym centrum politycznym. Gdy w początkach średniowiecza Jutlandia została po raz pierwszy podzielona na okręgi administracyjne (tzw. syssler), lokalny parlament, Sysseltinget, był właśnie tam. Sysseltinget rozsądzał sprawy dziedziczenia, majątków, stosunków rodzinnych, itd. Jako centrum administracyjne miasto stało się więc celem podróży interesantów; ilość odwiedzających była tak duża, że handel zaczął odbywać się także poza zwyczajowymi dniami handlowymi. Sytuacja ta była bardzo korzystna dla rozwoju miasta. Widoczną oznaką ówczesnych dobrych czasów jest fakt, iż zostały wówczas, tj. ok. roku 1250, w Hjørring zbudowane aż trzy kościoły, stojące do dziś – św. Katarzyny (patronki miasta), św. Jana oraz św. Olafa (dziś pod fundamentami tego ostatniego znajdują się fundamenty dwóch poprzednich kościołów).
Sytuacja zmieniła się nieco w czasach Reformacji. W 1536 roku Hjørring stał się siedzibą biskupów protestanckich, z czym wiązał się zakaz handlu z bogatymi kościołami katolickimi. Biskupi jednak przynieśli miastu nie tylko zakazy – w roku 1549 b. Oluf Chrysostomus założył w mieście pierwszą szkołę łacińską.
W 1584 z okazji koronacji Chrystiana IV kupieckie przywileje Hjørring zostały po raz kolejny potwierdzone i rozszerzone. Umożliwiło to handel z Aalborgiem i okolicami. Miasto kwitło.

### od XVI wieku

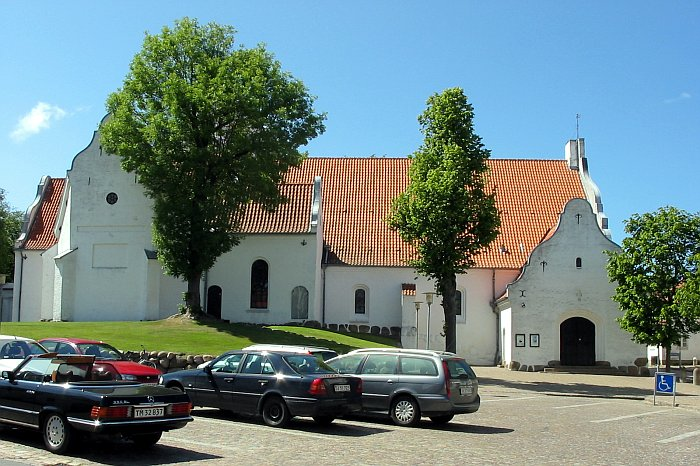
Kościół św. Katarzyny

Dobre czasy jednak wkrótce się skończyły. Szereg następujących po sobie wydarzeń i zwrotów historii zamienił Hjørring w miasto biedne i nieciekawe. Dziesiątkująca ludność plaga, wojna trzydziestoletnia, wojna cesarska (Kejserkrigen, 1625), wojna Torstensona (1643-45) i wojny ze szwedzkim królem Karolem Gustawem (1657-59) doprowadziły do upadku całej północnej części Danii. Hjørring był wielokrotnie okupowany i plądrowany przez nieprzyjacielskie wojska. Oprócz tego miasto kilkakrotnie niszczyły wielkie pożary (Hjørring dwa razy niemal doszczętnie spłonął). Ówczesny rząd starał się pomóc miastu i zwolnił wszystkich jego mieszkańców z obowiązku płacenia podatków (dość wówczas, z powodu wojen, wysokich). Nie miało to jednak praktycznego znaczenia; bieda była tak wielka, że i wcześniej nikt nie był w stanie płacić podatków.
Pod koniec XVII wieku król próbował przesiedlić wszystkich mieszkańców do Hals i zbudować tam nowoczesny ośrodek handlowo polityczny. Plan ten jednak upadł. W wiek XVIII Hjørring wszedł jako miasto bardzo biedne i mało znaczące. Mieszkało w nim zaledwie 80 rodzin. Na domiar złego bardzo opadły ceny produktów rolnych i chłopi z Hjørring zaczęli pogrążać się w coraz większej nędzy. Od zupełnego upadku chroniły miasto dawne przywileje kupieckie i trzy kościoły, które były miejscem spotkań i celem podróży ludności spoza miasta.

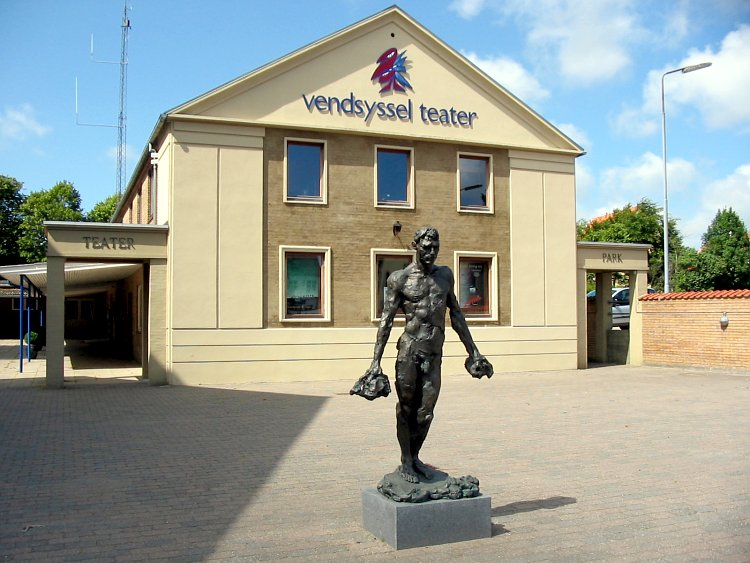
Rzeźba przed teatrem Vendsyssel

 Od roku 1750 sytuacja Hjørring zaczęła się poprawiać. Z powodu targających Europą konfliktów ceny gruntów wzrosły. Można było zacząć inwestować w ziemię; ponownie stało się możliwe wytwarzanie produktów rolnych w ilości większej, niż na potrzeby własne. W 1793 po kolejnej reformie administracyjnej Hjørring stał się oficjalnie politycznym centrum Vendsyssel, w skład "województwa Hjørring" weszły Aastrup, Børglum i Sejlstrup. Miasto znów zaczęło rozkwitać. Na początku XIX wieku liczba ludności (148 rodzin, 480 osób) była prawie dwukrotnie większa w porównaniu z poprzednim stuleciem.

Około roku 1807, w związku z wojnami napoleońskimi, dotknęła Danię galopująca inflacja. Pięć lat później przeprowadzono w kraju reformę walutową. Oznaczało to z jednej strony problemy ekonomiczne; z drugiej różne możliwości. W owym okresie w Hjørring założono i połączono wiele przedsiębiorstw, rozwinięto handel z Aalborgiem i Hamburgiem (miasto uzyskało wtedy urząd pocztowy), powstało kilka manufaktur (znaczących w skali kraju) i bardzo rozwinęło się rolnictwo (głównym produktem stało się wino). Z biegiem lat miasto rozwijało się coraz dynamiczniej. W 1834 w mieście pojawił się ratusz (służący również jako sąd i więzienie). Rozwijała się również struktura społeczna mieszkańców (w 1853 roku było ich już 2000). Miasto miało już swojego chirurga, poczmistrza, urząd podatkowy, bank itd. Na ulicach pojawiły się latarnie (1854), zbudowano drogę do portowego Frederikshavn (1857), wreszcie, w 1871 pojawiła się w Hjørring kolej żelazna. Osiem lat później powstał most nad Limfjorden, od tego czasu Hjørring ma połączenie z resztą kraju (Vendsyssel-Thy, na którym leży H. jest wyspą). W mieście pojawiła się pierwsza w tej części kraju gazeta (Den jyske Borger- og Almueven), zbudowano szpital, założono linię telefoniczną, a w 1896 w Hjørring powstała pierwsza elektrownia. 

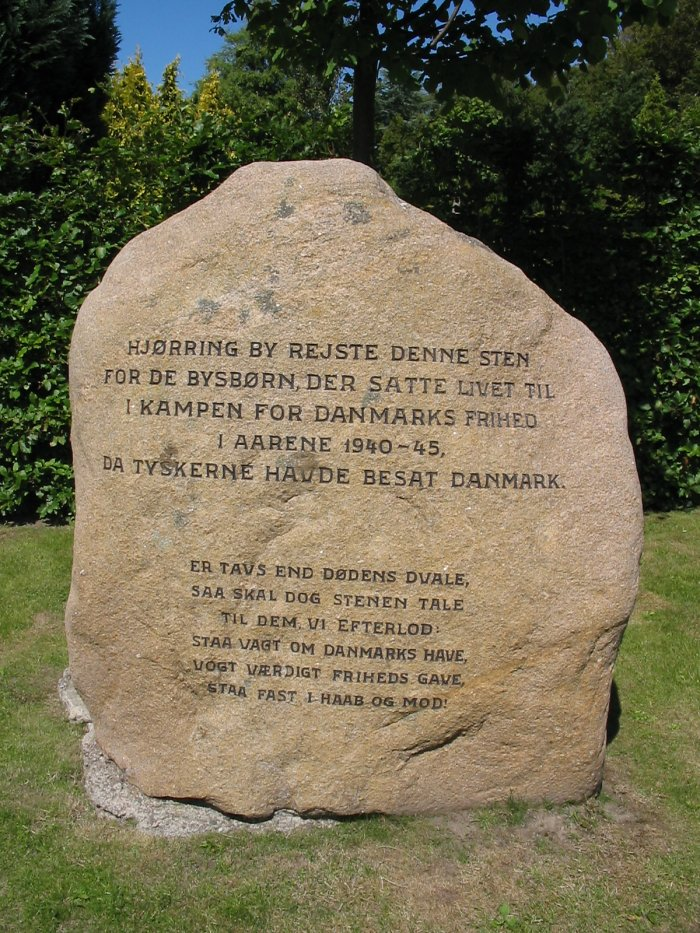
kamień pamiątkowy: mieszkańcom miasta, którzy w latach 1940-45 oddali życie za wolność Danii

W XX wieku miasto nadal się dynamicznie rozwijało (kino, biblioteka, gimnazja, szpital wojewódzki, budownictwo, rolnictwo). W 1966 Hjørring był najszybciej samodzielnie rozwijającym się miastem Danii. Dynamika tego rozwoju została nieco zahamowana -- ale nie zatrzymana -- w latach kryzysu po 1973 roku.

## Kościoły

### Kościół św. Katarzyny
Sankt Catherine Kirke – kościół św. Katarzyny z Aleksandrii, patronki miasta został pierwotnie zbudowany ok. 1250 roku w stylu gotyckim. Znajduje się w pobliżu starego rynku.

### Kościół św. Jana
Sankt Hans Kirke – Kościół św. Jana Chrzciciela składa się z prezbiterium i nawy głównej zbudowanej z bloków granitowych.

### Kościół św. Olafa
Sankt Olai Kirke – kościół św. Olafa jest najstarszym kościołem w Hjørring. Został zbudowany w 1038 roku.

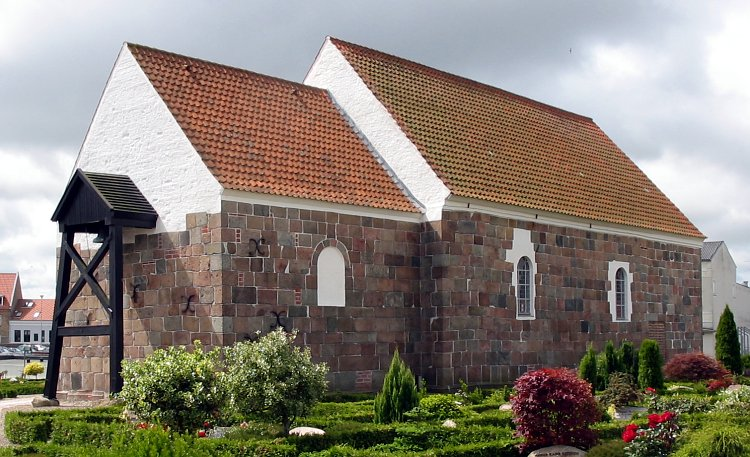
Kościół Św. Olafa

## Współpraca
- Trollhättan, Szwecja
- Kristiansand, Norwegia
- Reykjanesbær, Islandia
- Kerava, Finlandia
- Runavík, Wyspy Owcze
- Changchun, Chińska Republika Ludowa